# Eryngium
Eryngium là chi thực vật có hoa trong họ Apiaceae.

## Hình ảnh

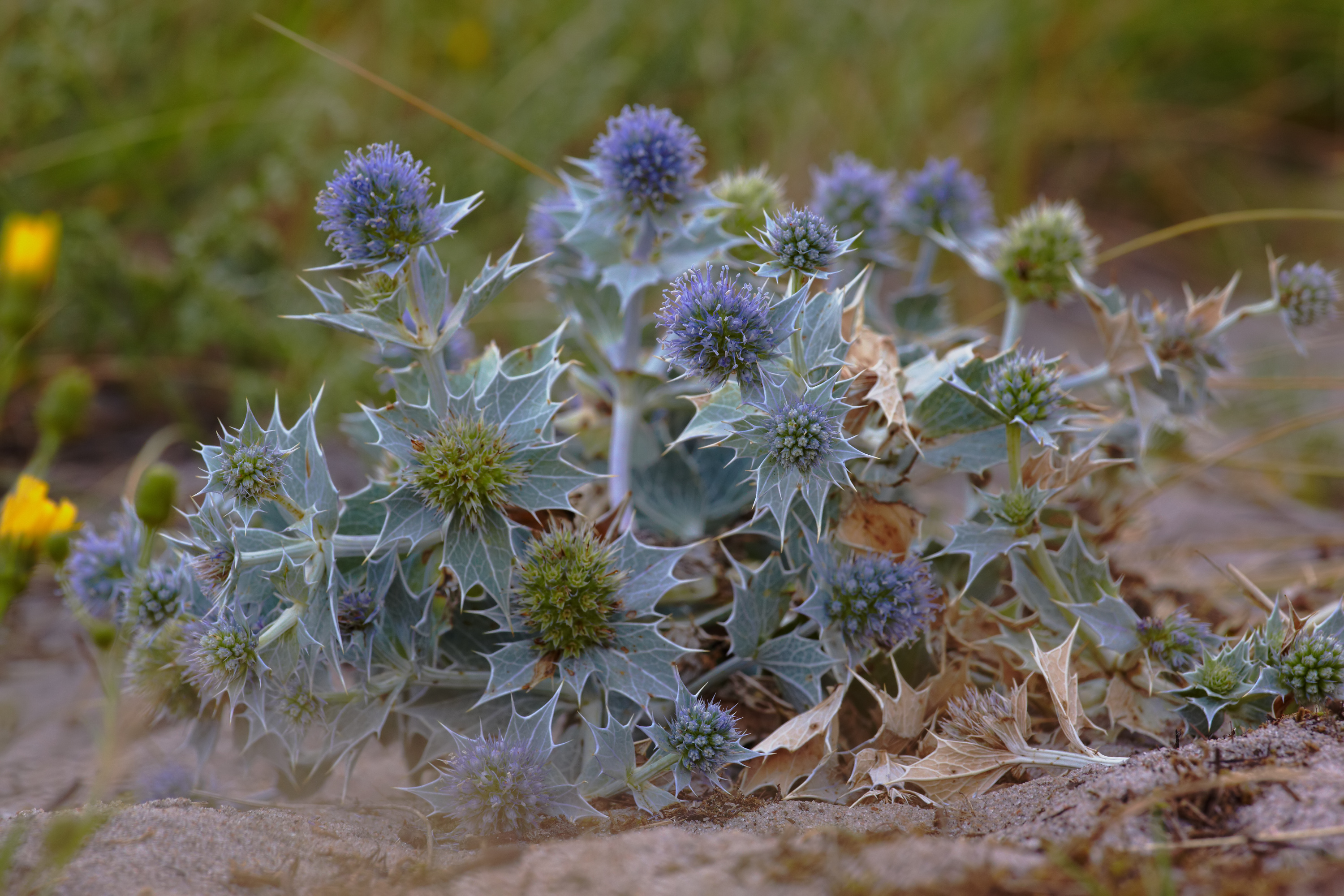
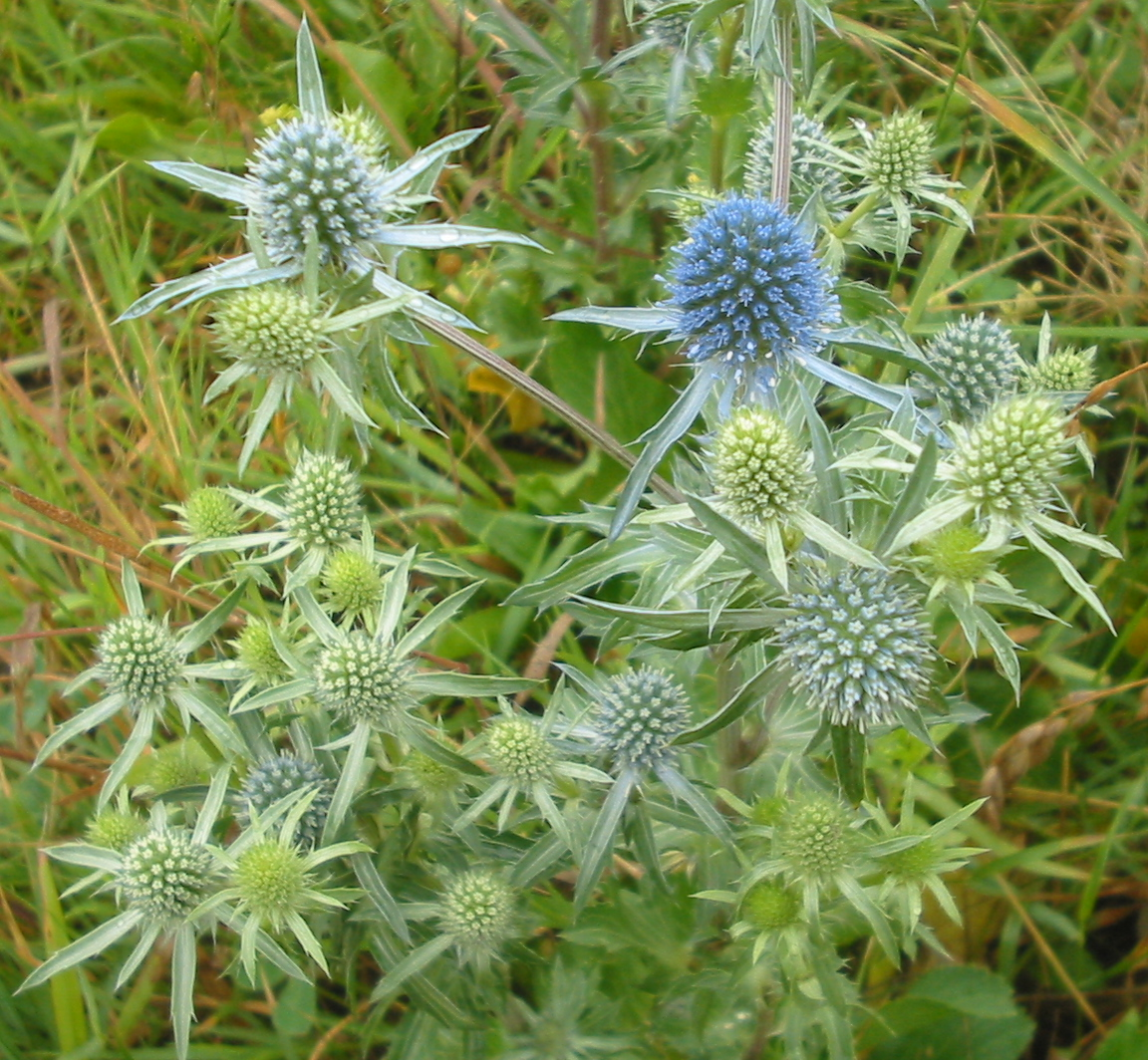
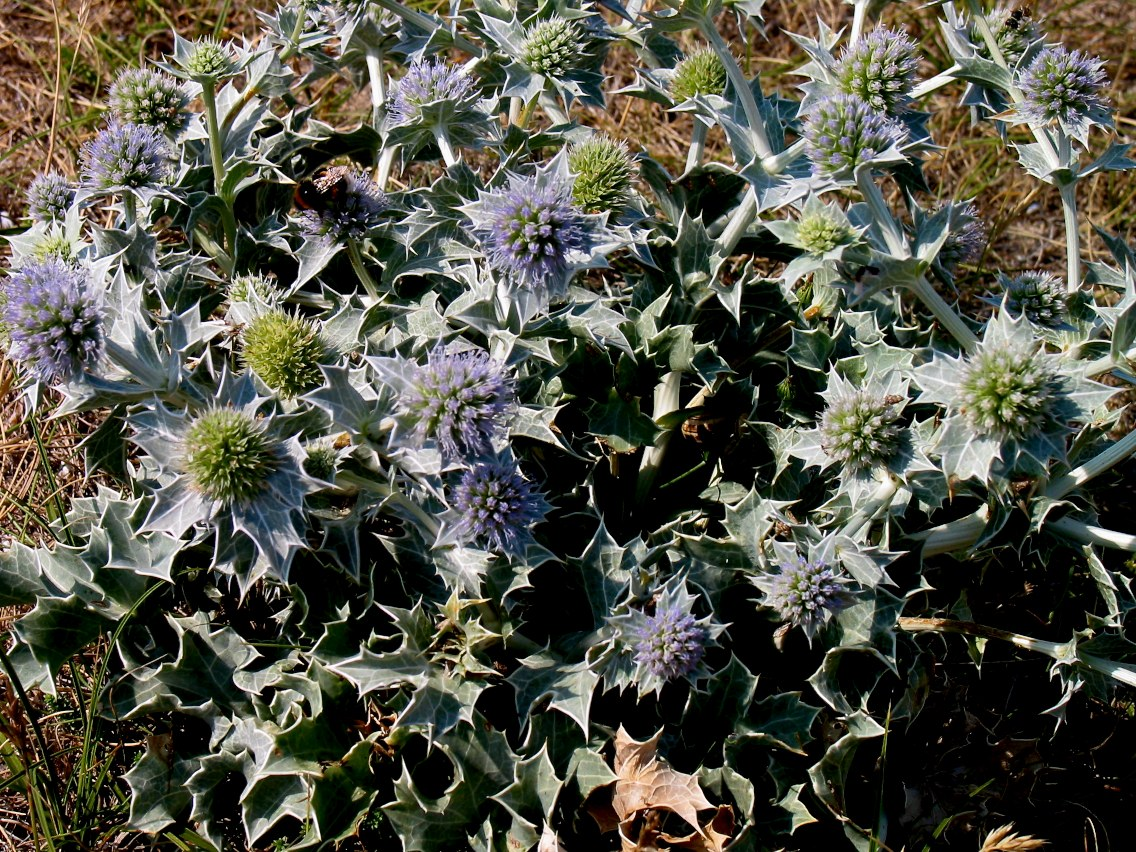
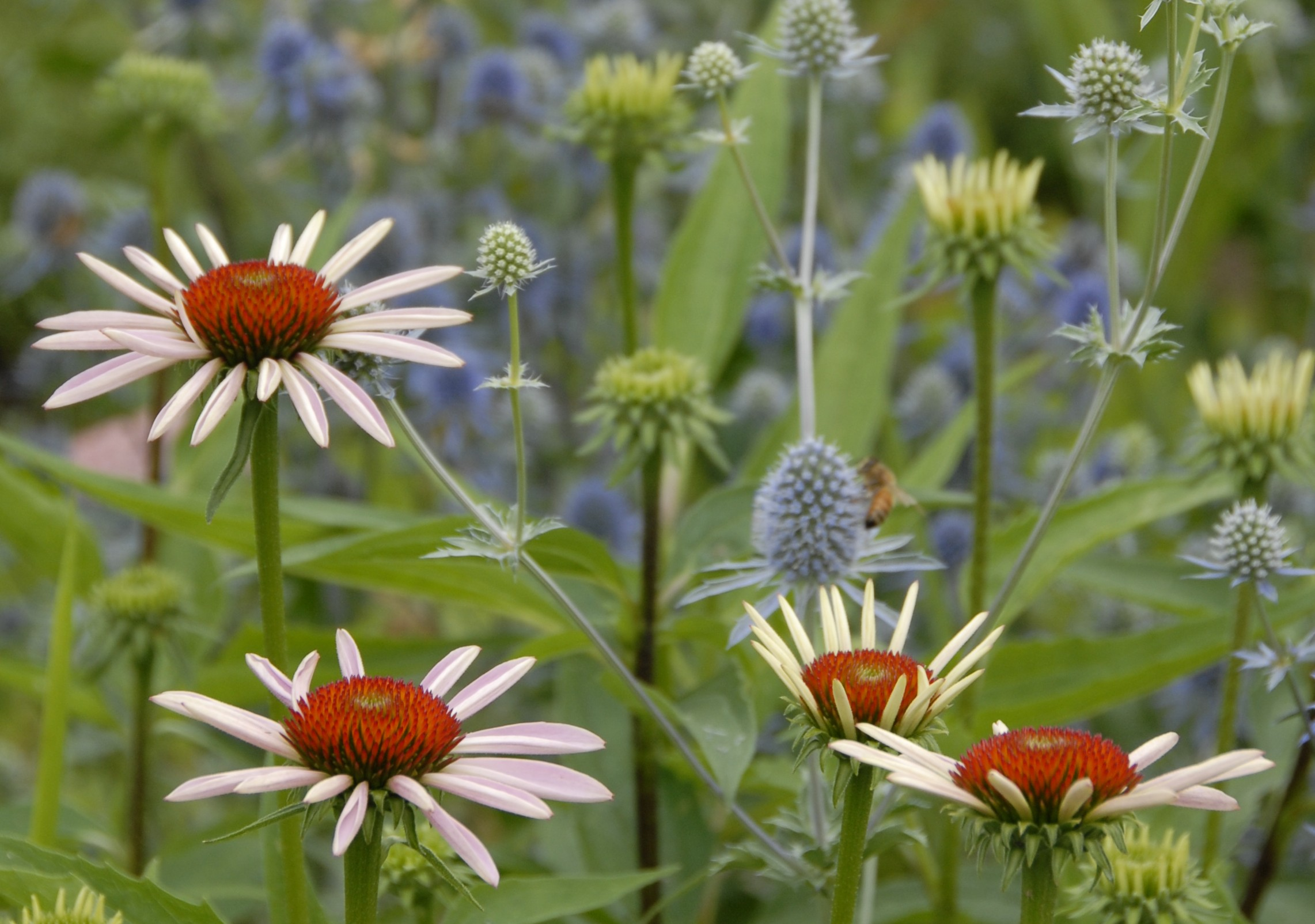